# Bak Aghu
Bak Aghu is een bestuurslaag in het regentschap Aceh Besar van de provincie Atjeh, Indonesië. Bak Aghu telt 194 inwoners (volkstelling 2010).